# Horst Jankowski
Pour les articles homonymes, voir Jankowski.
Horst Jankowski (né le 30 janvier 1936 à Berlin et mort le 29 juin 1998 à Radolfzell) est un pianiste de jazz et leader de big band allemand.

## Biographie
Horst Jankowski perd son père, mort à la guerre, à l'âge de huit ans. Après avoir fui la guerre, il revient à Berlin en 1947. De 1949 à 1953, il apprend au Conservatoire de Berlin la basse, le piano et la trompette. Il intègre ensuite l'orchestre de Kurt Hohenberger puis est le pianiste de Caterina Valente. Il fait partie aussi de l'orchestre de danse de la Süddeutscher Rundfunk dirigé par Erwin Lehn. Il fait avec Tony Scott une tournée en Yougoslavie en 1957 et joue en 1958 avec Benny Goodman à l'exposition universelle de 1958 à Bruxelles.
Avec son propre orchestre, il joue avec Charly Antolini, Peter Herbolzheimer, Conny Jackel, Rolf Kühn, Bernd Rabe, Ack van Rooyen et Peter Witte. Il fait des projets avec Willy Berking, Heidi Brühl, Paul Kuhn, John Graas, Johnny Hodges et Tony Scott. En 1960, il forme un ensemble vocal de chanteurs amateurs, les "Jankowski Singers".
En 1965, il compose Eine Schwarzwaldfahrt (A Walk in the Black Forest), qui devient un succès international. La chanson est reprise par Ray Conniff, Herb Alpert & The Tijuana Brass, Salena Jones, Mantovani et Floyd Cramer.
En 1968, il dirige l'orchestre pour l'Allemagne au Concours Eurovision de la chanson sur Ein Hoch der Liebe, écrite par Carl J. Schäuble et interprétée par Wencke Myhre. De 1975 à 1994, il dirige l'orchestre de danse de la RIAS. De 1989 à 1994, il publie des disques d'easy listening pour le label Sonoton. En 1997, il participe au concert hommage à Eugen Cicero au Semperoper de Dresde.
Horst Jankowski travaille aussi pour le cinéma et la télévision.

## Discographie sélective
Singles
- Immer, immer / Käpt’n Hans (1961, Ariola)
- A Walk in the Black Forest (Eine Schwarzwaldfahrt) / When The Girls Go Marching In (1965; Mercury Records)
- Eine Schwarzwaldfahrt / Simpel-Gimpel (1965; Mercury Records)
- Heidi / Play a Simple Melody (1966; Mercury Records)
- Barfuß im Park / Heute wird die Welt nicht untergeh’n (Happy Frankfurt) (1967; Mercury Records)
- Alexander II (1973; Intercord)

EP
- Verliebte Spielereien (1957; Columbia)
- Jazzime Stuttgart (1960; Bertelsmann)

LP
- Traumklang und Rhythmus (1965; Mercury Records)
- Encore (1965; Mercury Records)
- The Genius of Jankowski (1964; Mercury Records)
- More Genius of Jankowski (1965; Mercury Records)
- Sing mit Horst (1966; Mercury Records)
- Still More Genius of Jankowski (1967; Mercury Records)
- The Horst Jankowski Scene (1967; Mercury Records)
- And We Got Love (1967; Mercury Records)
- So What’s New (1968; Mercury Records)
- Play Some More, lieber Horst (1968; Mercury Records)
- The Many Moods of Jankowski (1968; Mercury Records)
- Piano Affairs (1968; Mercury Records)
- Jankowski Plays Jankowski (1969; Mercury Records)
- Jankowski Meets Beethoven (1969, Mercury Records)
- A Walk in the Evergreens (1969; Mercury Records)
- Piano on the Rocks (1970; Mercury Records)
- Jankowskingsize – For Nightpeople Only (1970; MPS)
- Jankowskinetik (1970; MSP)
- Jankowskeynotes (1970; MPS)
- Follow Me (1972; Intercord)
- International (1973; Intercord)
- Jankowskyline (1973; Intercord)
- Jankowski’s Classic Explosion (1979; EMI)
- Happy Blue Piano (1982; Sonoton / Intersound)
- The Best of Mr. Black Forest (1989; Sonoton / Intersound)
- Piano Interlude (1994; Sonoton / Intersound)

CD
- Black Forest Explosion! (1997; Motor Music)
- Eine Schwarzwaldfahrt (1998; Mercury Records)
- Jankowskinetik (2003; Universal)
- Jankowskeynotes (2004; Universal)
- A Walk In The Black Forest, Compilation mit 20 Titeln in Combo-Besetzung (Aufn. von ’67 bis ’69) 2006 Universal
- For Nightpeople Only (1970; MPS) plus 11 Bonustracks (Aufn. v. ’68/’69; Mercury) 2009 Universal
- Jankowski Originals Vol.1, 2in1-CD enthält: The Genius Of Jankowski (’64) & More Genius Of Jankowski (’65) 2011 Universal
- Jankowski Originals Vol.2, 2in1-CD enthält: My Fair Lady & Bravo Jankowski! 2011 Universal

## Filmographie
- 1972: Alexandre Bis (série télévisée)
- 1973: Oh Jonathan, oh Jonathan!
- 1974: Härte 10 (série télévisée)
- 1976: … und die Nacht kennt kein Erbarmen / Entmündigt
- 1977: Die drei Klumberger (série télévisée)
- 1978: Lady Dracula